# Radical Series
De Radical Series zijn internationale kampioenschappen voor 'dichte' formule wagens. Het is een opstapklasse naar de Le Mans Endurance Series. Alle auto's rijden met een Radical chassis. Er is de keuze uit 5 verschillende modellen: ProSport PR6, Radical SR3, Radical SR5, Radical SR8/SR8 LM en de Radical SR9. Alle Radical auto's zijn voorzien van Powertech motoren.

## Kampioenschappen
Er zijn 11 kampioenschappen over de hele wereld.

### Nevada Cup
Is een kampioenschap dat in de winter verreden wordt. Alle races worden verreden op de circuits van Guadix, Valencia en op het Ascari Race Resort in Ronda. In elk raceweekeinde zitten twee races van 50 minuten. Het kampioenschap is bedoeld om de coureurs in vorm te houden voor het volgende seizoen.

### Gulf Radical Cup
Dit kampioenschap werd in 2007 geïntroduceerd. Dit is het openings kampioenschap. Het is vooral bedoeld voor Aziatische endurance race talenten. Er zijn races in Dubai en Bahrein. 

### Dunlop Radical Enduro & Biduro Championship
Is een endurance kampioenschap. Er zijn twee klasses: Enduro en Biduro. Biduro is voor de minder snelle auto's. In een weekeinde zijn er twee races van ieder ongeveer 100km. De races worden gehouden op Snetterton, Oulton Park, Lydden, Donington Park, Pembrey en Spa-Francorchamps.

### Radical Powertec Challenge
Dit is een raceklasse voor de PR6 ProSport. Alle races van dit kampioenschap zijn support races voor de Dunlop Radical Enduro & Biduro Championship.

### Radical Challenge Portugal
Dit is het Portugese Radical kampioenschap. Er doen 15 auto's mee. Ze rijden op bekende circuits als Estoril en het straten circuit van Porto. Hier rijden de Radical SR3, SR5 en SR8. 

### Radical Elite Championship Sweden
Dit Zweedse endurance kampioenschap heeft dezelfde format als het Dunlop Radical Enduro & Biduro Championship. Een weekend bestaat uit twee races van elk 100km. Ze rijden op verschillende circuits in Zweden waaronder het bekende Anderstorp.
Top 3 2007
| Coureur             | Team                   | Punten |
| ------------------- | ---------------------- | ------ |
| Niklas Lovén        | M&W Radical Motorsport | 202    |
| Christian Kronegård | M&W Radical Motorsport | 196    |
| Emma Kimiläinen     | JFG Motorsport Oy      | 195    |

### Radical European Masters
De Radical European Masters (voorheen: Radical German Racecup} is het Europese kampioenschap van de Radical Series. Deze klasse is voldoet aan de FIA eissen. De races worden gerede op de Nürburgring, Hockenheimring, Monza en Dijon.

### Radical Cup East & West
Dit zijn de twee kampioenschappen in de Verenigde Staten. De westkust en de oostkust hebben ieder hun eigen klasse. De West klasse rijdt op bekende circuits als de Sebring International Raceway en de Daytona Raceway. De Oost klasse rijdt op minder bekende circuits als Thunderhill.

### Radical World Cup
Dit is het wereldkampioenschap voor de Radical auto's. Alle races zijn supportraces voor de Le Mans Endurance Series. Elk raceweekeinde bestaat uit twee races van ieder 100km. 